# Дом-музей М. И. Калинина
Дом-музей М. И. Калинина — мемориальный музей в селе Верхняя Троица, который посвящён жизни и деятельности революционера, Всесоюзного Старосты, и уроженца Кашинского района Тверской области Михаила Ивановича Калинина.
Является филиалом Тверского государственного объединенного музея.

## История
В 30 км от города Кашина на правом берегу реки Медведицы расположилась деревня Верхняя Троица. Здесь 19 ноября 1875 г. родился деятель советского государства М. И. Калинин. В декабре 1930 года заболевает Мария Васильевна Калинина, мать Михаила Калинина, поэтому сын забрал ее к себе в Москву, где она в октябре 1931 года умерла. Родовой дом отходит в колхоз, проживают в нем переселенцы. В 1936—1937 годах в нем организуется библиотека, которую возглавляет Валентина Ивановна Круглова, а 15 апреля 1940 года по инициативе местных жителей и ВКПБ открывается музей в комнате Михаила Ивановича. С этого времени музей стал относиться к Районному отделу Народного образования, а проводить экскурсии Кашинский обком комсомола, также с 1 мая экскурсионную работу начали выполнять сами работники музея.
С началом Великой Отечественной войны деятельность музея приостановилась, но с 1944 года работа музея возобновляется. В этот период он относится к Областному отделу образования.
В период 1950-х гг. в музее проводятся ремонтные работы надворных построек, формируется и пополняется фонд, организуется совет музея и собирается библиотека, в которую вошли научные политические, методические, а также книги, рассказывающие об истории Калининской области. При музее организуется кружок от Общества Знаний, где готовили политических агитаторов, закупаются средства пропаганды: магнитофон, фильмоскоп, эпидиаскоп, кинопроектор. В музее демонстрируются фрагменты речей Михаила Ивановича.
3 декабря 1956 года дом-музей включен в Государственный список исторических памятников.
В 1975 году на базе музея Городской комитет ВЛКСМ проводил вручение первых комсомольских билетов нового образца.
В 1977 году образуется Тверской государственный объединённый музей, и дом-музей М. И. Калинина становится его филиалом.
К 100-летию музей посетили жители из всех союзных республик, жители областей и автономных республик, зарубежные гости из Болгарии, ГДР, Венгрии, Чехословакии, Польши, Финляндии и студенты из многих стран Африки, обучающиеся в высших учебных заведениях Тверской области.

## Экспозиция

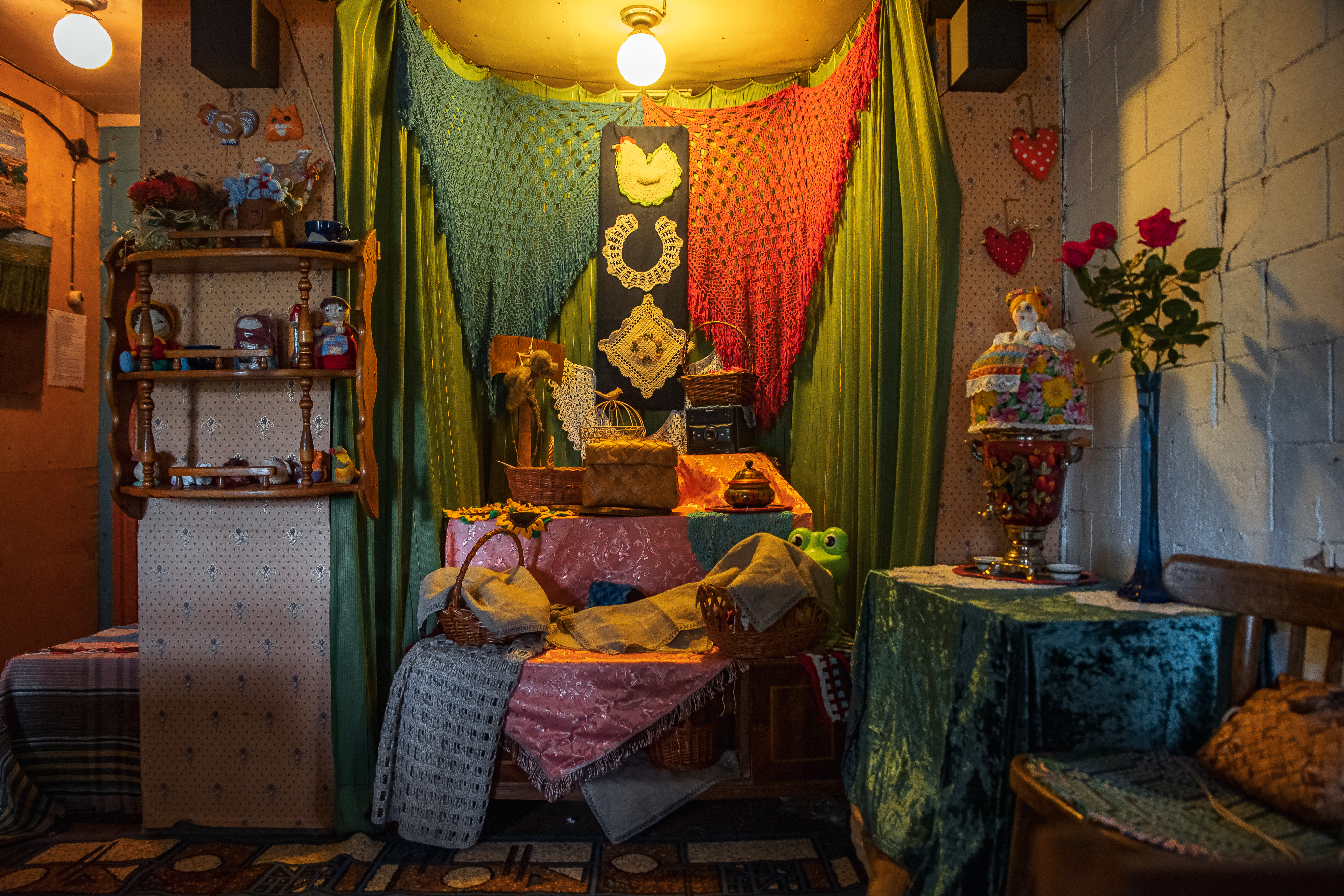
Фрагмент экспозиции Дома-музея М. И. Калинина

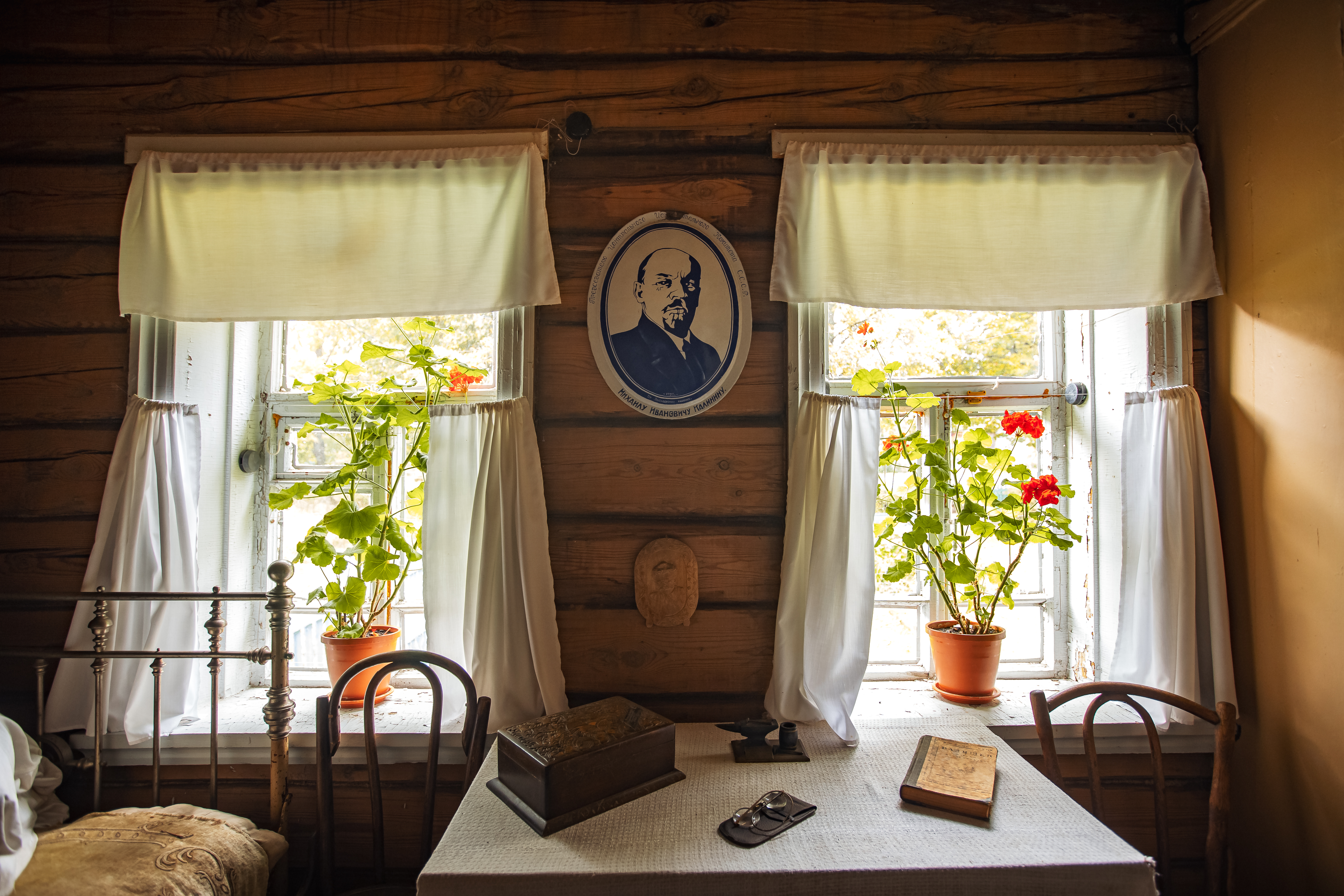
Экспозиция Дома-музея М. И. Калинина

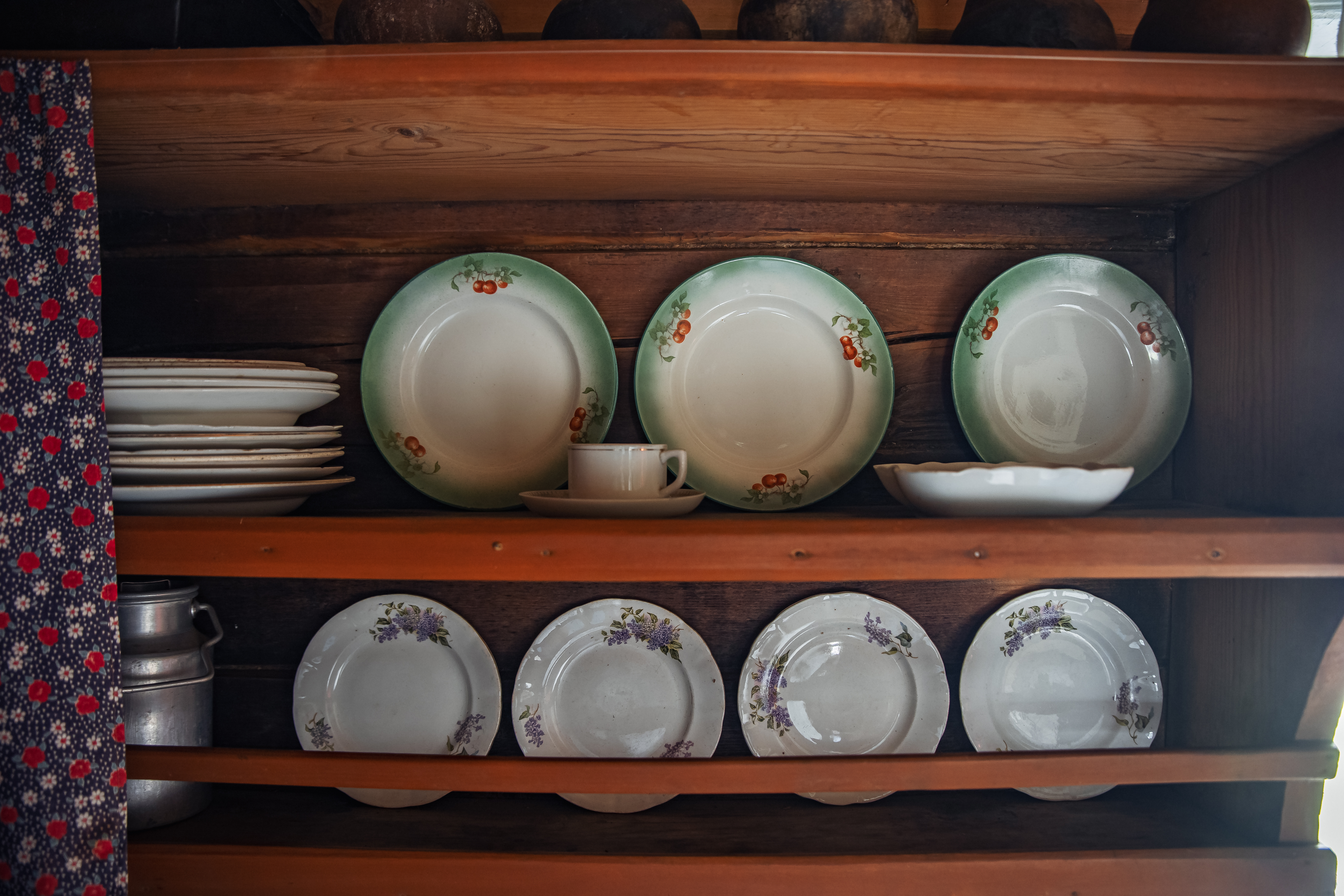
Экспонаты из Дома-музея М. И. Калинина

В 1927 г. дом перестроили и расширили: русскую печь из середины избы перенесли в прируб и там устроили кухню, перегородки разделили дом на комнаты: столовую, спальню М. И. Калинина, комнату матери и маленькую тёмную комнату. Террасу расширили, а на чердаке оборудовали летнюю комнату. В таком виде дом сохраняется по настоящее время.
В экспозиции — личные вещи М. И. Калинина и подарки, семейные фотографии, предметы крестьянского быта.
За все время существования дома-музея на его территории активно проводились тематические вечера, встречи со старожилами, ежемесячно выступали по радио. На основе исследовательской работы постоянно пополнялись фонды музея новыми документами о трудах Михаила Ивановича, воспоминаниями о развитии экономики и культуры края, его знаменитых людях. Изданы буклеты, набор открыток, сборник «Калинин и Верхневолжье».
В период 1970-х гг. в музее организуются выставки: «Мечты Калинина претворяются в жизнь», «Михаил Иванович в родном крае», проводятся экскурсии: «О жизнедеятельности Михаила Ивановича Калинина», «По памятным местам», «В доме отдыха „Тетьково“, связанным с последним пребыванием», по «Мемориальному Дому-музею М. И. Калинина».
Особую поддержку для сохранения и пополнения «вступительной» экспозиции, отражающей историю музея и семьи Калининых, расположенной на веранде, оказала внучка Михаила Ивановича — Екатерина Валерьяновна.
В данный период времени проводятся экскурсии по музею, селу Верхняя Троица и Дому отдыха «Тетьково». Организуются различные выставки, как из фондов музея, так и передвижные. Проводятся анимационные программы: «Величальная», «Поговорим о станине», «Деревенская зимняя сказка», «Деревенская Масленица», «Салон Мадам Яги», «Рожденные в СССР», а так же традиционные акции «Ночь в музее» и «Ночь искусств».

## Награды
- Орден Трудового Красного Знамени (1975 год)[7].
- Почётная грамота Президиума Верховного Совета РСФСР (1976 год)[8].